# Alastor faustus
Alastor faustus är en stekelart som beskrevs av Giordani Soika 1941. Alastor faustus ingår i släktet Alastor och familjen Eumenidae. Utöver nominatformen finns också underarten A. f. gaudens.